# Pragmopora bacillifera
Pragmopora bacillifera är en svampart som först beskrevs av Petter Adolf Karsten, och fick sitt nu gällande namn av Rehm 1890. Pragmopora bacillifera ingår i släktet Pragmopora och familjen Helotiaceae.   Inga underarter finns listade i Catalogue of Life.